# Heike Dieball
Heike Dieball (* 1959) ist Professorin für Zivil- und Arbeitsrecht an der Hochschule Hannover.

## Leben
Dieball begann Ende der 70er Jahre ihr Studium in Rechtswissenschaften in Süddeutschland. Anfang der 1980er Jahre wechselte sie an die Universität Bremen. 1984 legte sie ihr Staatsexamen ab und arbeitete von 1986 bis 1988 als wissenschaftliche Mitarbeiterin beim Deutschen Bundestag, wo sie an Gesetzesentwürfen mitarbeitete und auch Anhörungen vorbereitete.
Bevor sie Mitte der 1990er-Jahre selbstständig als juristische Beraterin tätig wurde, arbeitete sie als Wissenschaftliche Mitarbeiterin an der Universität Bremen. Seit 2001 ist sie Professorin für Zivil- und Arbeitsrecht an der Hochschule Hannover. Als Studiendekanin betreut sie die Abteilung Soziale Arbeit, ebenso ist sie Vorsitzende der Studienkommission.
Am 13. Mai 2014 wurde Dieball zur nebenberuflichen Vizepräsidentin für Soziale Öffnung, Weiterbildung und Internationales der Hochschule Hannover gewählt.

## Publikationen
- Dieball, Heike: Bundesverfassungsgericht stärkt das Diskriminierungsverbot des § 611a BGB. Hannover 1994, urn:nbn:de:bsz:960-opus-744.
- Dieball, Heike: Urteil des EuGH : Gleichbehandlung, Inhalt und Umfang des Schadensersatzanspruchs bei Diskriminierungen aufgrund des Geschlechts, Marshall II. Hannover 1994, urn:nbn:de:bsz:960-opus-738.